# Veliki Bukovec (żupania varażdińska)
Veliki Bukovec – wieś w Chorwacji, w żupanii varażdińskiej, w gminie Veliki Bukovec. W 2011 roku liczyła 660 mieszkańców.